# Ілля (Вілейський район)
Ілля (біл. Ілья) — село в складі Вілейського району Мінської області, Білорусь. Село підпорядковане Іллінській сільській раді, розташоване в північній частині області.

## Освіта

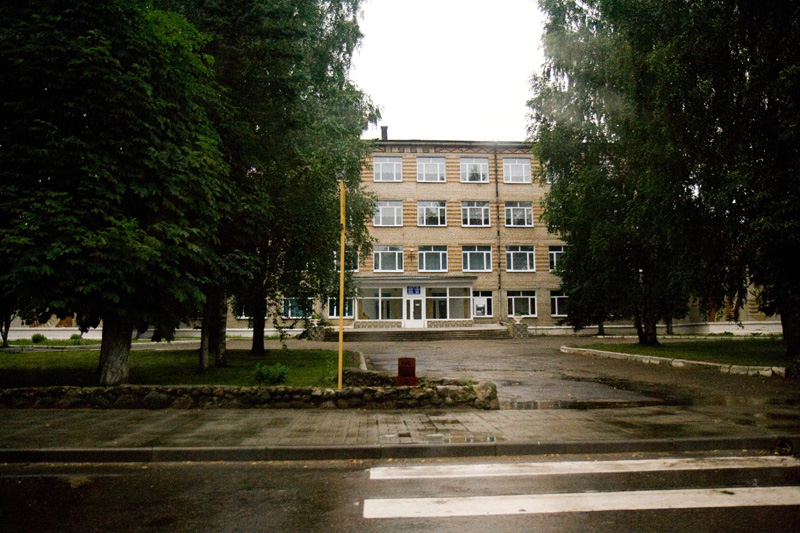
Іллінська школа

У селі знаходиться одна з двох середніх спеціальних навчальних установ Вілейського району — Іллянський аграрний коледж.

## Відомі люди
- Морозова Світлана Валентинівна (*1954) — білоруська історик, доктор історичних наук.